# Памятник Александру II (Саратов)
Па́мятник Алекса́ндру II — ранее существовавшая достопримечательность Саратова. 4 января 1896 года Саратовская городская дума постановила «для увековечения памяти Великого Преобразователя России царя Освободителя Александра 2-го соорудить в Саратове памятник… за счет городских средств и добровольных пожертвований жителей Саратовской губернии».
Через два года было получено разрешение, был создан особый комитет по сбору пожертвований и постройке памятника. Всего было собрано около 35 000 рублей пожертвований. Остальную сумму (около 6500 рублей) выделил город. Был объявлен конкурс на проект памятника, на который поступило одиннадцать проектов, выставленных в 1901 году для обозрения и обсуждения. Жюри внимательно ознакомилось с представленными проектами течение 29 и 30 ноября 1901 года, и два из них удостоились премий: первой в 1500 рублей — скульптор Н. П. Волконский и второй в 500 рублей — скульптор В. О. Перельман. Городская Дума утвердила решение жюри. Однако строительный комитет принял решение соорудить памятник по моделям «Заря» — М. А. Чижов и «Правда» — С. М. Волнухина. Из первого проекта была взята модель статуи Александра II, а из второго — пьедестал в виде четырёхгранной пирамиды с четырьмя символическими фигурами:
1. крестьянин с надетым на левое плечо лукошком, осеняющий себя крёстным знамением (олицетворял освобождение крестьян).
2. учительница с девочкой, склонившиеся над книгой (должны были олицетворять развитие народного образования).
3. богиня правосудия, держащая в одной руке книгу законов и в другой весы
4. фигура коленопреклонённой болгарки, показывающей рядом стоящей с нею девочке на освободителя славян от турецкого ига[4].

Закладка памятника произошла 30 мая 1907 года. На ней присутствовали многие важные люди губернии. Памятник был отлит на заводе Э.Э. Виллера в Москве. Открыли монумент к 50-летию освобождения крестьян, в 1911 году.
22 сентября 1918 года памятник был снят с пьедестала. Постамент был использован позже для памятника Дзержинскому в том же Саратове. Александра II, крестьянина, Фемиду и болгарку отправили на переплавку, а одна из уцелевших из фигур, окружающих памятник, стала через много лет памятником первой учительнице. На месте царского памятника в 1935 был возведён памятник Чернышевскому, который деградировал и в 1953 был заменен на современный металлический памятник.

## Фото

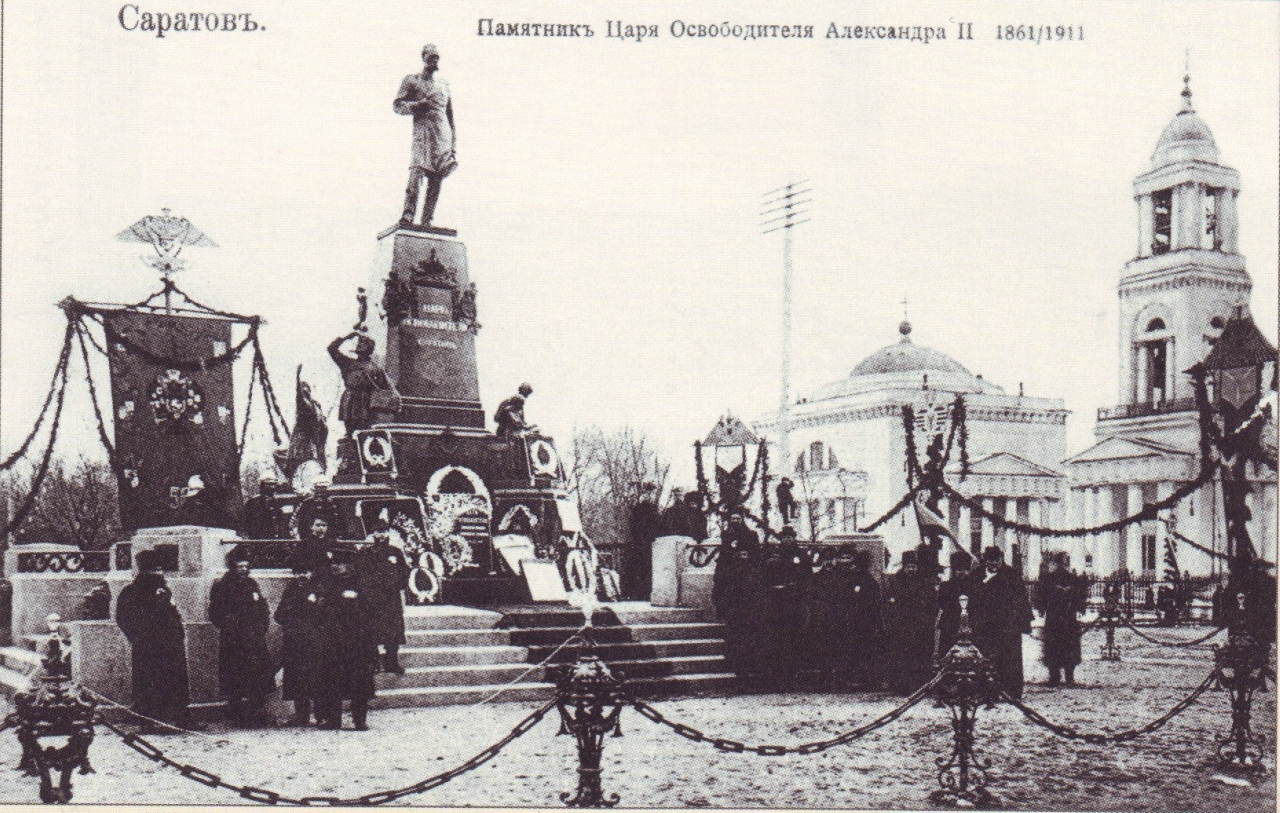
Открытие памятника. Открытка 1911 года.
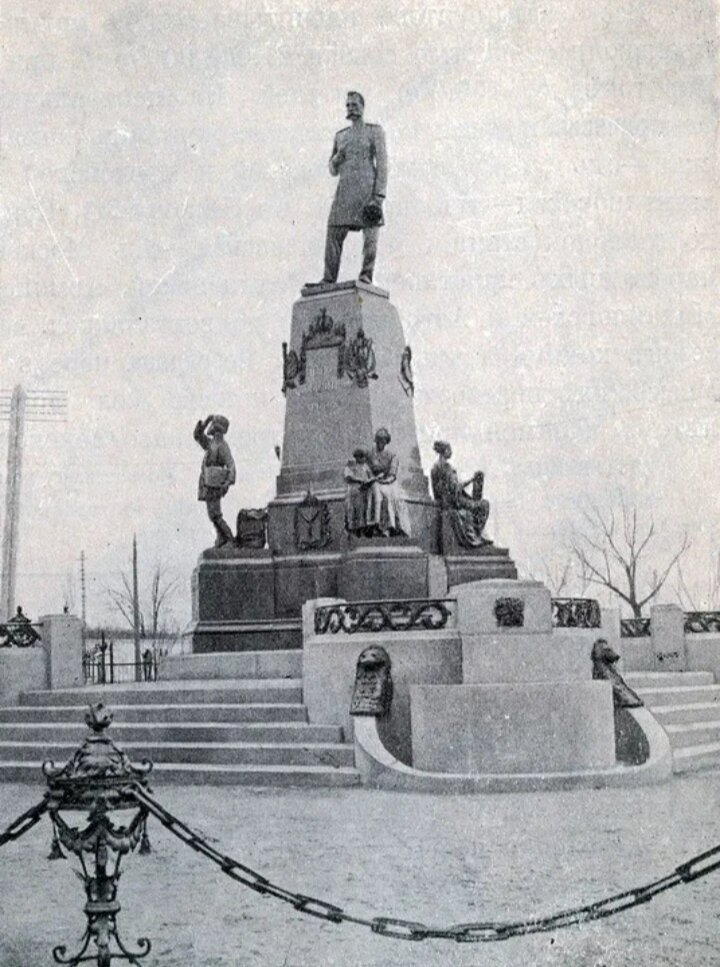
Александр II. Памятник в Саратове 1913 г.